# 切爾寧 (扎里奇涅區)
51°49′1″N 26°3′3″E / 51.81694°N 26.05083°E
切爾寧（烏克蘭語：Чернин），是烏克蘭西北部的村莊，隸屬里夫內州的瓦拉什區。該村始建於1561年，面積2.76平方公里，海拔高度146米，2001年人口223，人口密度每平方公里80.8人。